# Rina Schenfeld
Rina Schenfeld (in ebraico רנה שיינפלד‎?; Tel Aviv, 15 dicembre 1938) è una ballerina e coreografa israeliana, uno dei leader nella creazione di uno stile israeliano nella danza moderna.
Come prima ballerina e coreografa della Batsheva Dance Company, è stata descritta dal The New York Times come "uno degli artisti più importanti della nostra generazione".

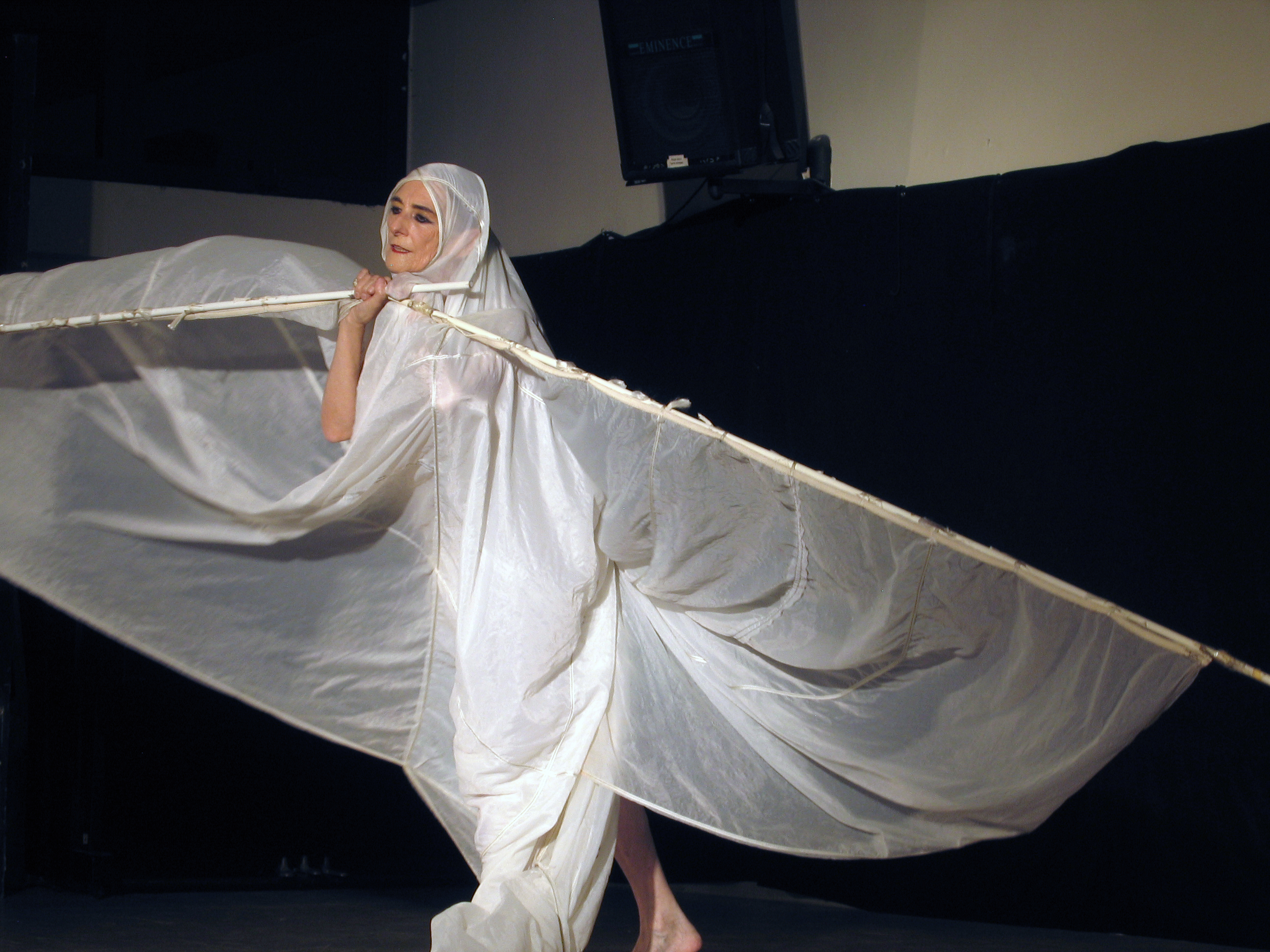
Sempre al Boydem Festival

## Biografia

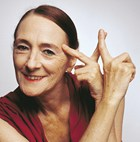
Rina Schenfeld

La Schenfeld iniziò a studiare danza classica all'età di 12 anni. Dopo aver visto un'esibizione della ballerina di fama mondiale Martha Graham, passò alla danza moderna. Ha studiato danza alla Juilliard School di New York. Ha ballato in Israele con il Lyric Theatre di Anna Sokolow e negli Stati Uniti, dove ha lavorato con la Graham e altri coreografi di spicco.
Nel 1964 Martha Graham e la Baronessa Batsheva De Rothschild fondarono la Batsheva e scelsero la Schenfeld come prima ballerina e coreografa. La Schenfeld portò il corpo di ballo alla fama mondiale, con opere di famosi coreografi internazionali e con le sue creazioni.
Nel 1978 la Schenfeld lasciò la compagnia Batsheva per fondare il Teatro di Danza Rina Schenfeld. Ha insegnato a una generazione di ballerini israeliani e ha creato uno stile eclettico che includeva elementi di teatro danza, Bauhaus, moderno e classico. Un elemento originale nella sua coreografia è l'uso di oggetti fisici nella danza. "Il suo uso di oggetti guida l'immaginazione verso luoghi al di là della danza", scrive un revisore in Dance Life. "Gli oggetti conducono a un'esperienza unica e approfondiscono il senso del movimento".
Nel 1983 Anna Kisselgoff del New York Times scrisse:

## Opere chiave
- La Sylphide (2011), un'opera multimediale che integra video, poesia e musica elettronica con la danza.
- Dance to the end of love (2008), Il primo lavoro multimediale di Schenfeld, che comprende anche videoart e canto.
- Silk threads (1983), su musica di Menachem Tsur e Steve Reich. I ballerini incorporano pezzi di stoffa, rami e un acquario.
- Cans and hair, sticks and balloons (1980). La ballerina appare con un grande barattolo sulla sua testa e batte il tempo sul barattolo mentre balla.

## Premi
- Nel 2003 ha vinto il Premio EMET per l'Arte, la Scienza e la Cultura nella categoria Cultura e Arte, per il settore della danza.